# インフラツーリズム
インフラツーリズム（英：infrastructure tourism）とは、公共施設すなわちインフラストラクチャーや土木景観を観光資源と位置づけ、実際に現地へ赴き観光旅行する行為を指す和製英語で、多くの関連施設を管理する国土交通省も積極的な利用を奨励しており、政府が推進する訪日外国人旅行増加手段の一つの柱として位置付けている。

## 概要

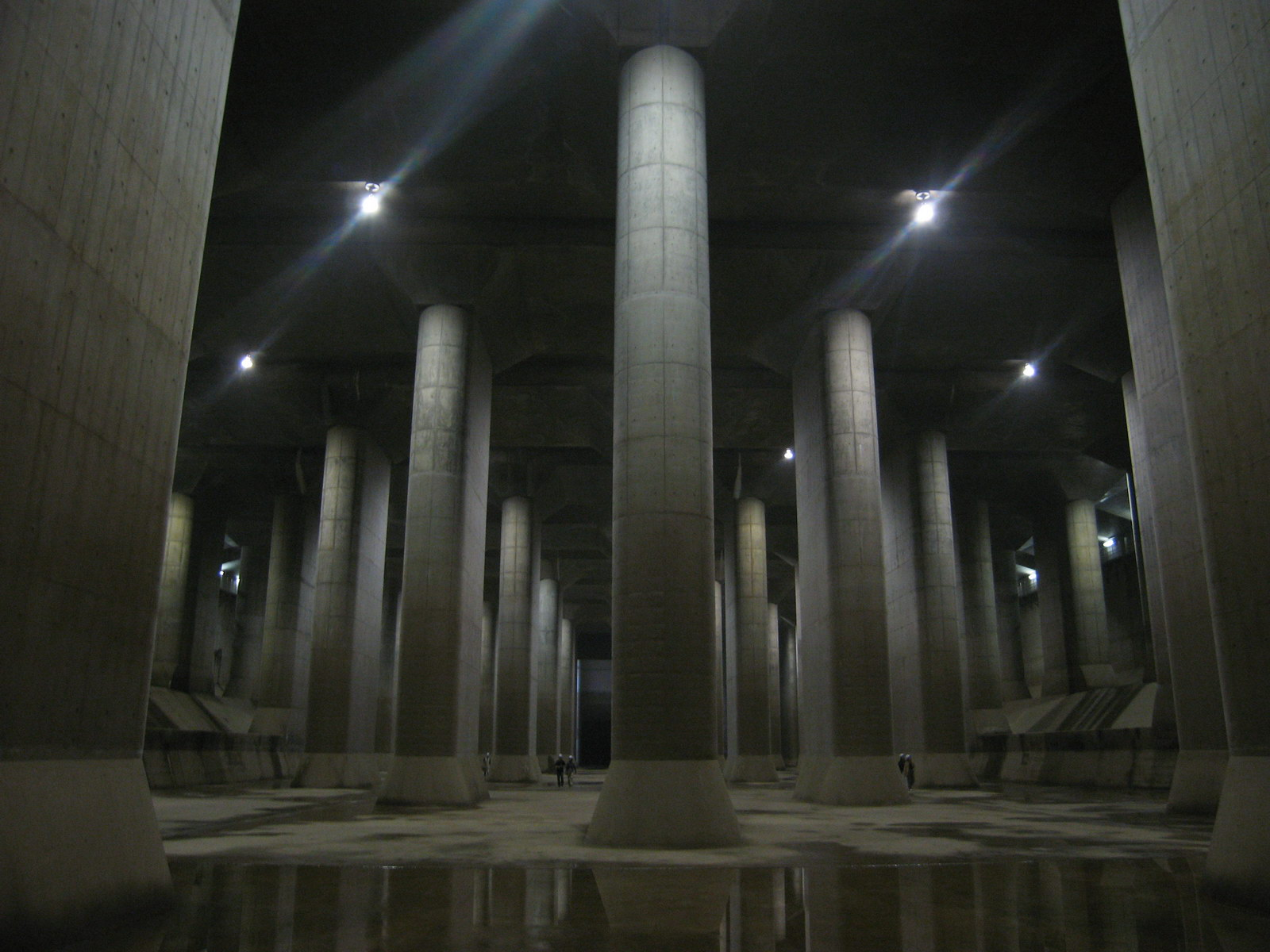
地下神殿と形容される首都圏外郭放水路

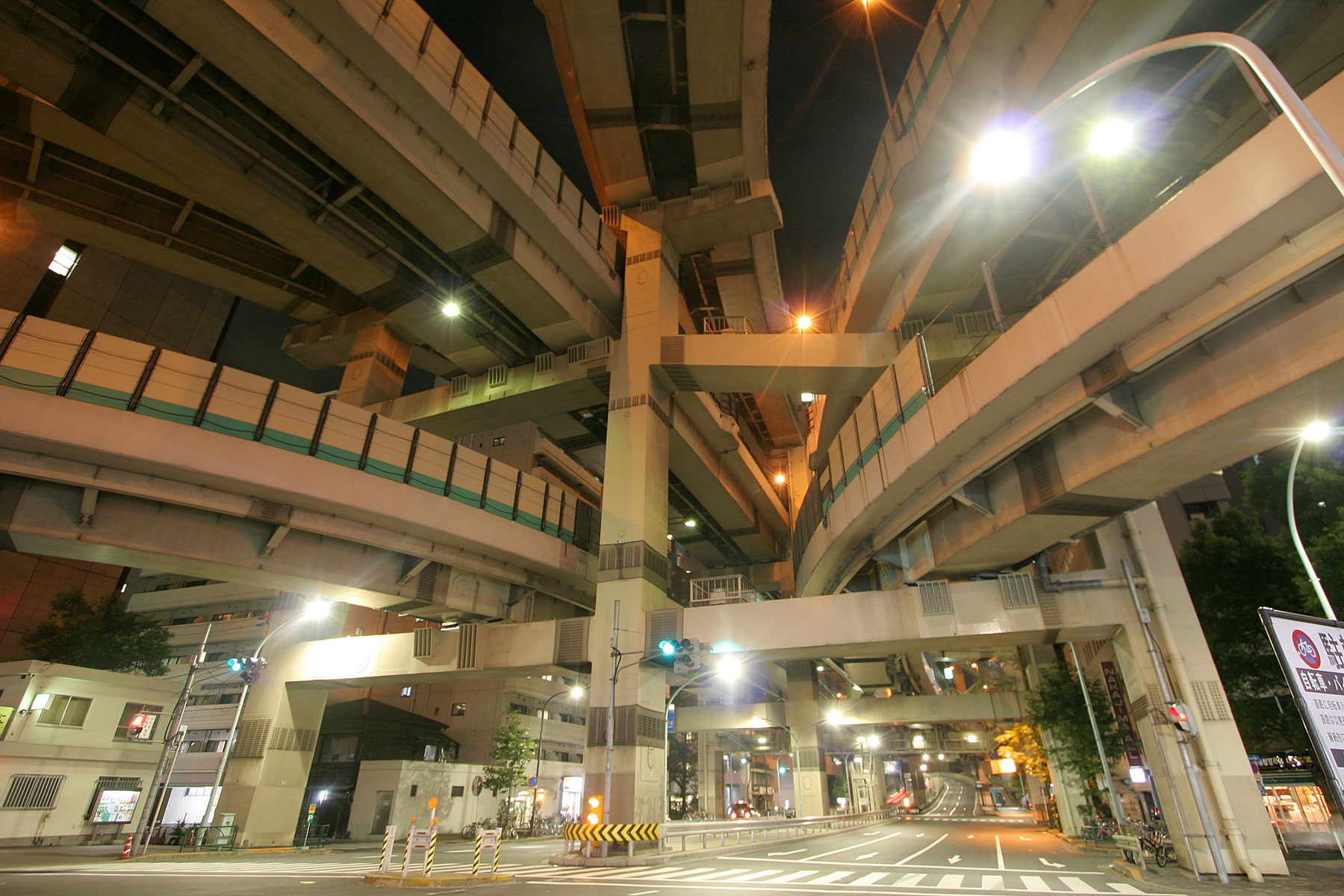
外国人に人気の箱崎ジャンクション

広義では産業観光の枠に含まれるが、産業観光の場合は民間の工場（例としてJR東海浜松工場での新幹線なるほど発見デー）や産業遺産も対象になるのに対し、インフラツーリズムはダム・橋梁・道路など土木系の公共財が主体となる。
黒部ダムのように開発当初から観光客や社会科見学を想定していたものもあるが、近年では首都圏外郭放水路などがメディアに取り上げられたり、ダムカードが話題になったりしたことで、インフラツーリズム自体も注目されることになった。
また、首都高速道路の箱崎ジャンクションのようにSNSなどの個人情報発信から口コミ的に「構造美が素晴らしい」と外国人旅行者に人気が高まったものもある（いつでも無料で見られることも人気）。
一方でインフラには危険が伴う場合もあり、事故が発生した際の責任の帰属から開放を拒む施設や、八ッ場ダムのように反対派が見学に乗じて破壊活動などの実力行使に出ることを警戒する例もある。また、工事現場では刻一刻と工程が進捗するため、安全管理とスケジュールの調整が難しいなどの課題もある。開通前の高速道路でのウォーキング開放のように一度きりの機会しかない場合もある。災害の復興工事では被災地という状況から物見遊山的な行為が憚られ、自粛してしまうこともある。
類似企画や応用編として、施設の設備（地階の機械室など）を見学するバックヤードツアーや、ダムの構造体（堤体や天端など）を利用したスカイランニングなど広がりを見せている。
派生として、予算の無駄遣いや欠陥工事あるいは環境破壊を伴ったものを「ダークインフラ」と呼ぶオンブズマンや環境保護団体が、自ら行う調査をダークツーリズムになぞらえ「ダークインフラツーリズム」と形容している。世界遺産に追加登録された熊野古道の二河峠付近での工事で、行政監督する那智勝浦町が文化財指定箇所を誤って伝えたため古道の一部を損壊し、応急処置として簡易階段を設置したが急勾配で滑りやすく改善が望まれた。この杜撰な破壊と対処を発見・告発したのはダークインフラツーリズムによるものとされる。

## 書籍
- 西山芳一『美しい土木・建設中』パイインターナショナル、2013年。ISBN 978-4756244345。
- 八馬智『欧州ヨーロッパのドボクを見に行こう』自由国民社、2015年。ISBN 9784426119034。 NCID BB18931866。全国書誌番号:22577615。